# Tora (Douroula)
Pour les articles homonymes, voir Tora.
Tora est une commune située dans le département de Douroula de la province du Mouhoun au Burkina Faso.